# Période de Djemdet Nasr
 (septembre 2019).
Si vous disposez d'ouvrages ou d'articles de référence ou si vous connaissez des sites web de qualité traitant du thème abordé ici, merci de compléter l'article en donnant les références utiles à sa vérifiabilité et en les liant à la section « Notes et références ».

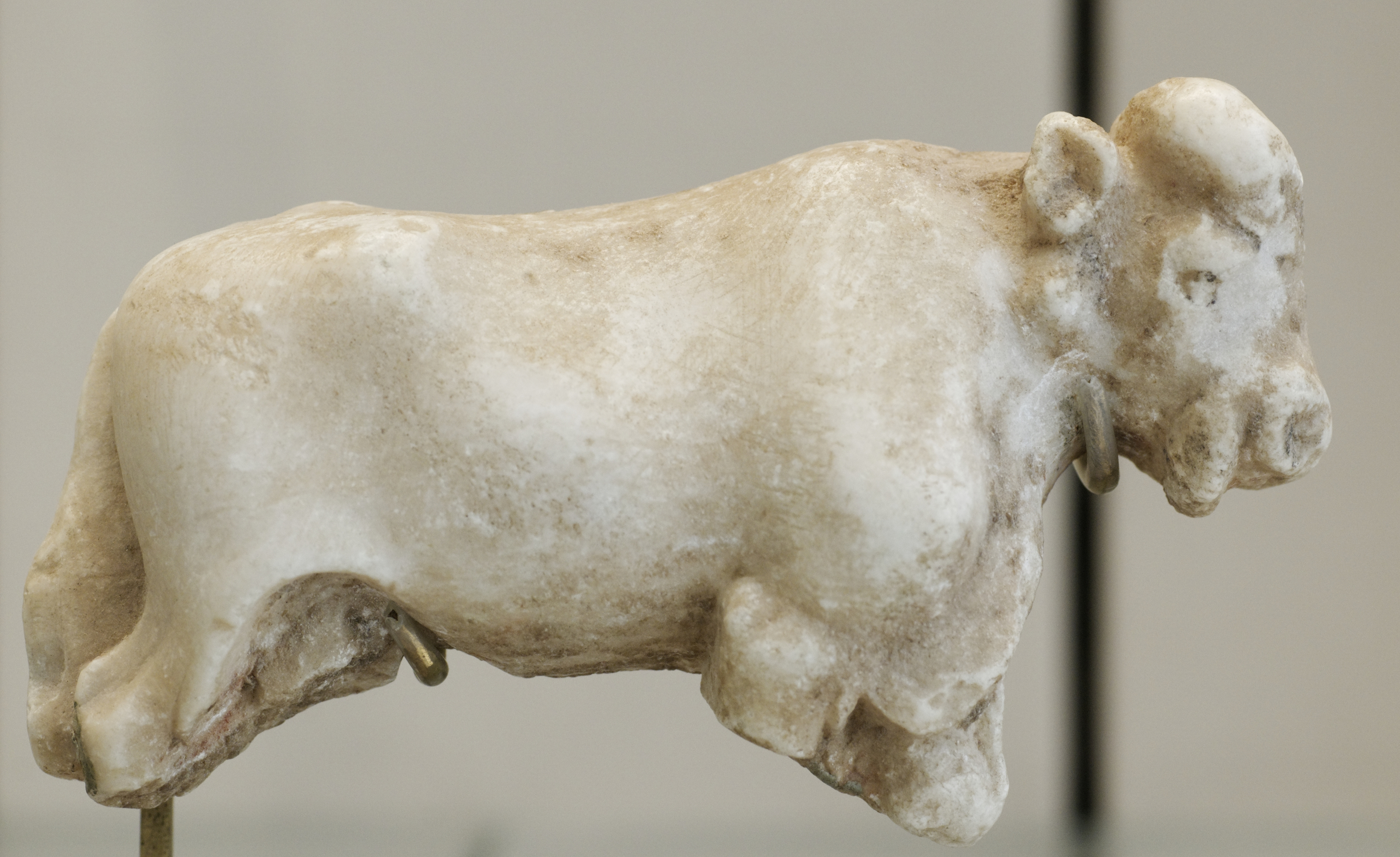
Fragment d'une statue de taureau, Warka, ancienne Uruk, musée du Louvre

La période de Djemdet Nasr en Mésopotamie concerne la zone centrale et méridionale de l'Irak, et s'étend d'environ 3200 à 3000 av. J.-C. Cette période historique succède à la période d'Uruk et précède la période des dynasties archaïques. Elle est nommée d'après le site de référence de Djemdet Nasr, dont les caractéristiques matérielles ont ensuite été retrouvées dans la stratigraphie de nombreux autres sites, dont Khafadje, Nippur, Ur ainsi qu'à Uruk où ladite période de Djemdet Nasr constitue le niveau III du secteur de l'Eanna. C'est de cette période que date le plus grand nombre de tablettes « proto-cunéiformes » connues, documentant les débuts de l'écriture en Mésopotamie.

## Matériel archéologique
Céramique peinte monochrome (noire ou rouge mauve), cylindres sceaux, système de numération, écriture, progrès artistiques (sculpture en ronde bosse et en relief).

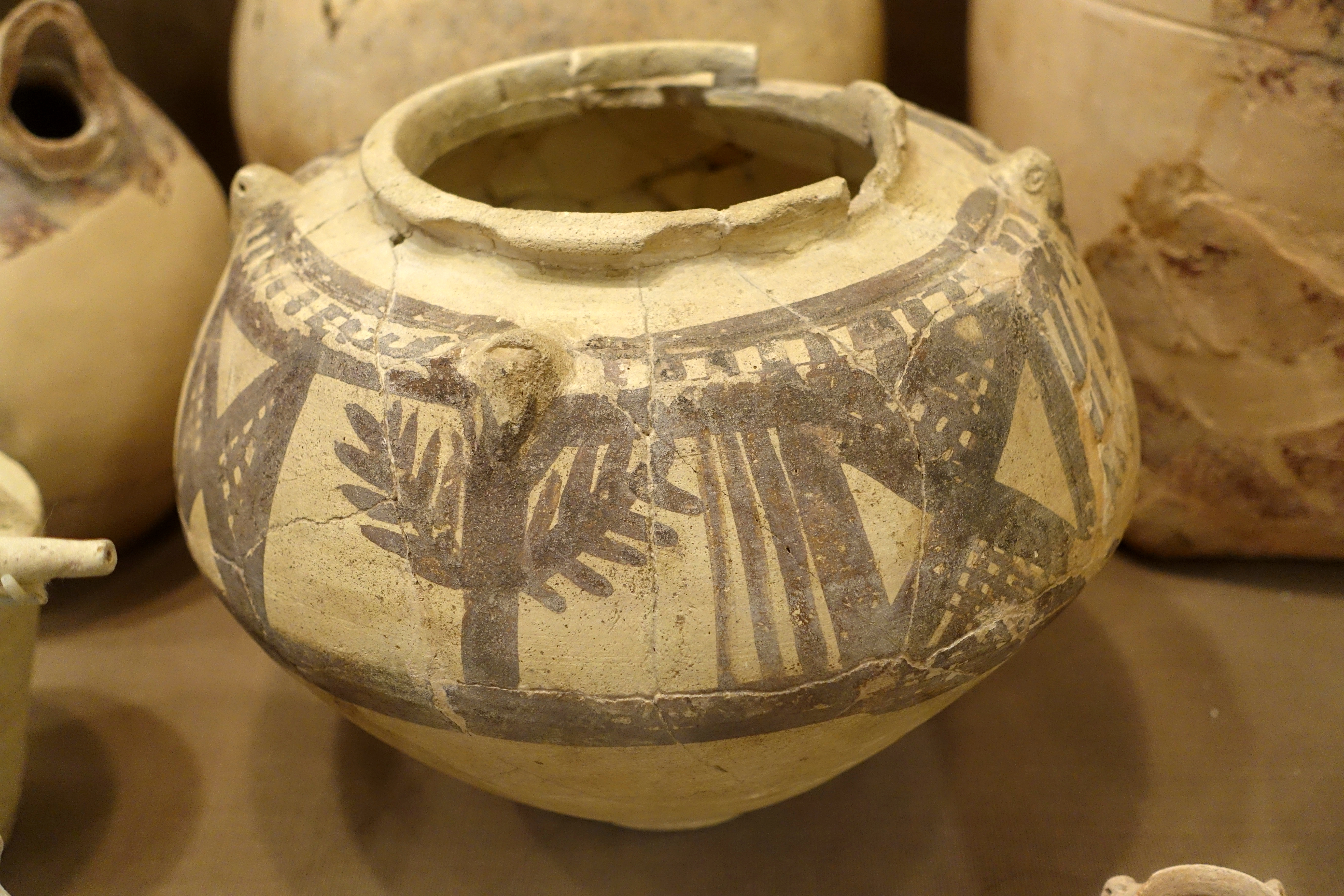
Vase en céramique peint de la période de Djemdet Nasr, provenant de Khafadje. Musée de l'Institut oriental de Chicago.

## Urbanisme
Le nombre des temples retrouvés augmente rapidement.
Les palais mésopotamiens à structure complexe, qui apparaissent à l’époque de Djemdet Nasr, sont formés par une juxtaposition de corps de bâtiments autonomes qui s’articulent par de longues circulations internes. La plupart d’entre eux possédaient un étage au-dessus du niveau retrouvé. Le palais est un centre administratif, un centre de stockage des réserves (rez-de-chaussée), et vraisemblablement le lieu de résidence du roi et de manifestations de prestiges du tenant du pouvoir (à l’étage).

## Architecture
Le principe de la juxtaposition de plusieurs édifices de plan tripartite selon un schéma structurant est complètement abandonné au profit d’un monument à structure complexe composé de plusieurs unités qui se complètent et s’organisent selon un plan unitaire (bâtiment en pisé d’Uruk III et « temple-palais » de Djemdet Nasr). Dès lors, l’agglomération urbaine est composée de trois catégories de constructions nettement différenciées : des édifices à structure complexes, où l’on reconnaît des palais, des bâtiments fréquemment de moindre importance dont les installations intérieures permettent d’assimiler à des temples, et des maisons d’habitation organisées en règle générale selon le principe de l’espace central, carré ou allongé, entouré d’une couronne de pièces.